# 윤민섭
윤민섭(1990년 9월 30일 ~)은 KIA 타이거즈의 전 야구 선수다. 야구 선수 윤효섭, 고영창과는 사촌 관계다.
의정부 경민중학교에서 유능한 지도 능력으로 경기를 진두지휘한다.
25년 경민중 야구부의 성적은 
경기도 대회 전패
소년체전 전패
전국중학야구대회 전패
연습경기 2승

## 출신 학교
- 서림초등학교
- 충장중학교
- 광주제일고등학교
- 고려대학교